# Washington Place

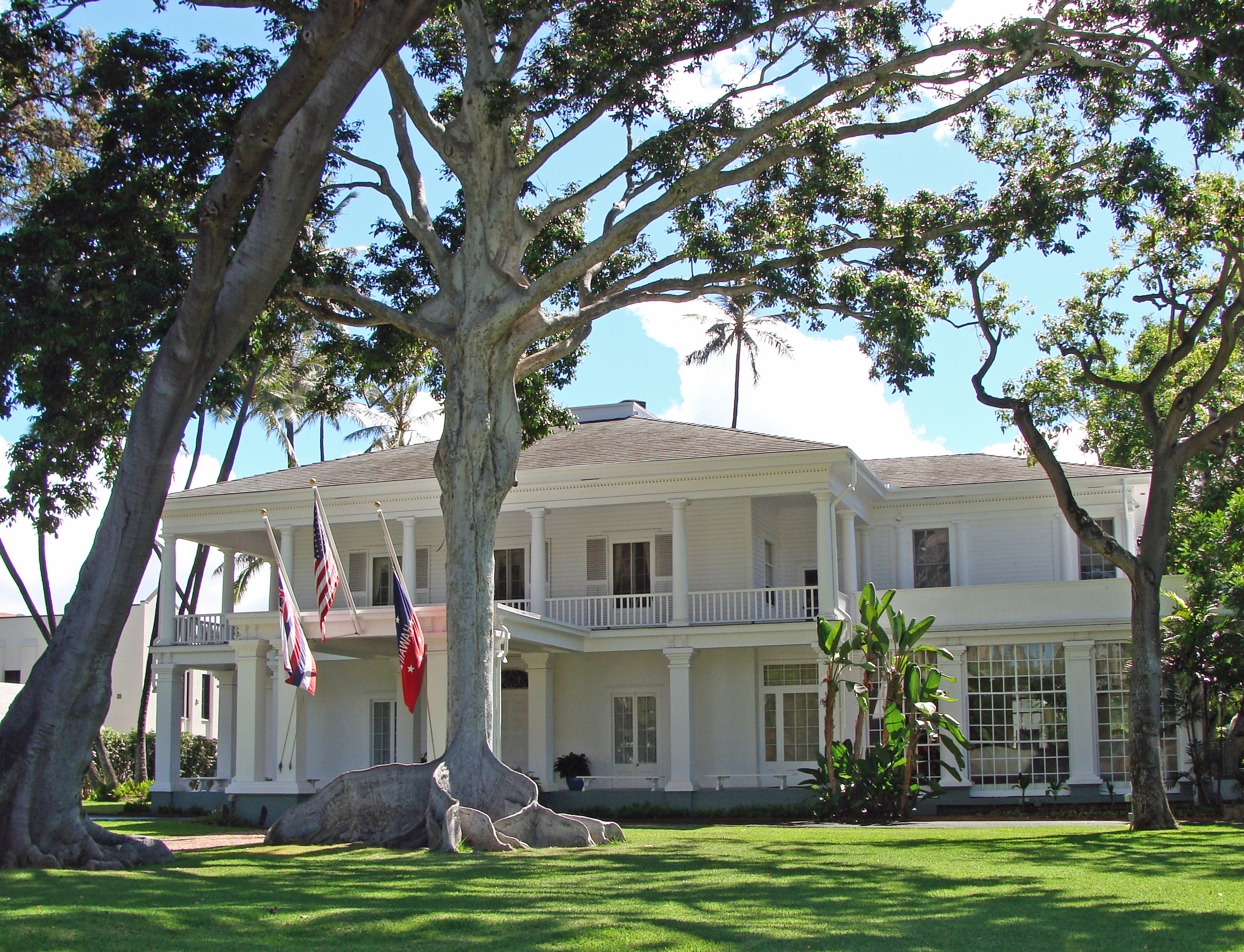
Fachada do Washington Place.

O Washington Place é um palácio havaiano, em estilo Grego Revivalista, localizado na baixa de Honolulu. A Rainha Liliuokalani foi aqui aprisionada durante a queda do Reino do Havai. Mais tarde, tornou-se na residência oficial do Governador do Havai. É um local histórico nacional, designado em 2007. A actual residência do governador está localizada no mesmo terreno de Washington Place.  

## Construção
O Washington Place foi construído entre 1844 e 1847, para um mercador americano, John Dominis, que se perdeu no mar, em 1846, quando o edifício estava quase pronto. Então, a sua viúva, Mary, converteu o palácio numa pensão. Um dos primeiros hóspedes foi Anthony Ten Eyck, um comissário americano para as ilhas nomeado pelo Presidente James K. Polk. Ten Eyck recebeu os créditos por ter dado ao palácio o nome de "Washington Place", em 1848, em homenagem a George Washington como celebração pelo aniversário do primeiro Presidente dos Estados Unidos. 
O edifício foi construído pelo mestre carpinteiro Isaac Hart, que havia construído o primeiro Palácio 'Iolani. O palácio também foi construído por Daniel Jenner, am mestre pedreiro italiano. O interior foi acabado, originalmente, pelo mestre pintor Israel Wright. Na construção do edifício, também foram envolvidos nativos havaianos, mas não existem nomes individuais nos registos arquivados. 
A fundação do edifício, as paredes e colunas do nível mais baixo, foram construidas em pedra de coral. O piso superior é construido em madeira. Washington Place está em conformidade com o periodo das casas franco-creoulas de estilo grego revivalista que foram construidas ao longo da região baixa da costa do golfo do sudeste dos Estados Unidos. O palácio foi construido com um núcleo quase quadrado rodeado por um peristilo, uma varanda de duplo nível, colunas toscanas no seu piso superior e um telhado elevado. O interior está organizado numa tradicional disposição georgiana, com quatro salas de estar distintas no primeiro piso e quatro quartos de dormir no segundo.

## História
William Little Lee fez de Washington Place o seu lar entre 1849 e 1854. Lee teve um papel activo na integração do sistema legal ocidental nas ilhas havaianas, baseadono modelo de Massachusetts. Lee também foi autor do Great Mahele, acto que introduziu a posse de terras privadas na cultura havaiana.   
Lydia Kamakaeha Paki, a futura Rainha Liliʻuokalani e herdeira aparente do trono do Reino do Havai, casou com John Owen Dominis, o filho de John e Mary Dominis, em 1862, o que fez de Washington Place a residência privada da princesa e futura rainha

### Detenção da rainha
Em 1893, Washington Place foi cenário dos dramáticos acontecimentos relacionados com a queda do Reino do Havai. Foi ali que a rainha foi detida pelas novas forças governamentais ajudadas pelo destacamento dos Corpo de Fuzileiros Navais dos Estados Unidos. A República do Havai levou a rainha frente a um tribunal militar, onde foi acusada de ocultação de traição contra o novo governo, a República do Havai. A monarca foi condenada e confinada durante vários meses a Washington Place, depois de ser libertada do seu cativeiro no Palácio 'Iolani. 
A Rainha Liliuokalani residiu em Washington Place até ao fim da sua vida. Faleceu num quarto do piso térreo daquele palácio no dia 11 de Novembro de 1917. O edifício oferece aos cidadãos do Havai um forte sentimento de pertença associado à memória do reino e da Rainha Liliuokalani.

### Palácio executivo
A partir de 1918, Washington Place tornou-se no palácio executivo de 12 Governadores do Havai. Tecnicamente foi a residência de 13 governadores porque John Owen Dominis, o príncipe-consorte, foi governador da ilha de Oʻahu entre 1863 e 1891. O edifício serviu este papel até 2002, quando se tornou numa casa-museu histórica. O nome está listado no Registo Nacional de Lugares Históricos e foi designado local histórico nacional em 2007.
No dia 14 de Maio de 1921, a assembleia legislativa do Havai comprou o edifício, por 55.000 dólares, à propriedade da Rainha Liliuokalani.
No seu livro, Hawaiʻi's Story by Hawaiʻi's Queen (História do Havai pela Rainha do Havai, Liliuokalani descreveu o edifício como "uma residência palaciana" e uma "retiro tropical de escolha no meio da principal cidade do arquipélago havaiano".